# 1942: Joint Strike
『1942: Joint Strike』は、カプコンからXbox 360およびPLAYSTATION 3用ダウンロード専用コンテンツとして発売された横画面縦スクロール型シューティングゲーム。
日本国内での発売予定は無し（2009年12月現在）。

## 概要
本作品は初代『1942』のリメイク作品である。
『194x』シリーズの8年ぶりの新作であり、グラフィックは全て3Dオブジェクトで書き直されておりHD表示対応。またネットワークを超えた2人同時プレイ(Co-Op.)に対応している。
『1942』のリメイクとアナウンスされているが、ゲームルールは『1941』と『19XX』の折衷、プレイヤー機は『19XX』をベースになっている。一方で『1942』の特徴である宙返りシステムなどは存在していない。
アーケードゲームの版権がカプコンU.S.Aへ売却された影響か、これらのシリーズの日本国内での販売は未だ実現されていない。
PS3向けは2010年3月に値下げされた（米国で$9.99→$4.99など）。

## 自機
種類および性質は『19XX』から継承されている。
P-38ライトニング
- 耐久:8 速度:8 攻撃:8 ミサイル:6
- バランス型機体。

モスキート
- 耐久:10 速度:7 攻撃:10 ミサイル:4
- 攻撃力・耐久力に優れているため初心者向き。

震電
- 耐久:6 速度:10 攻撃:7 ミサイル:8
- 機動性に優れるが耐久性に劣る為上級者向き。

## ゲームルール
全5ステージ。バイタリティ制（作中ではHealthと呼称）と残機制の併用。

### 武装
レギュラーメインショット
- マシンガン

『19XX』の4連射に該当。幅の広い直進するショット。連射性能の優れる。強化で6連射となり幅が広がる。
- スプレッド

『19XX』の3-WAYに該当。斜め方向へ拡散するショット。強化で5-WAYとなる。
- レーザー

『19XX』のスーパーシェルに該当。貫通するレーザー。幅は狭いが威力は最も高い。強化で二連装になる。
スペシャルメインショット
使用制限があるショット。効果が切れると元のレギュラーショットに戻る。
- スペシャルマシンガン

マシンガンの強化版。非常に弾速が速く撃ち込み性能に優れる。
- ロケット

非常に威力が高いロケット弾。中型機でも1,2発で撃破できる。
チャージショット
所謂タメ撃ち。通常より威力の高い貫通弾を発射する。
ボム
いわゆる緊急回避用のボム。攻撃の際は宙返りをする為攻撃判定を持つまである程度時間がかかる（宙返り中は無敵）
『19XX』にあったヴァリアブルボムのような機能はない。使用回数はBマークアイテムを取得で増加。
ミサイル
シングルプレイ時のみ使用可能。4発が同時発射され耐久力のある敵を狙う。『19XX』にあったマーカーミサイルのような機能はない。
ミサイルの使用回数は敵機を撃墜することで増加する。
Joint Strike（統合攻撃）
Co-Op.時のみ使用可能。相手機体との間に電光状のレーザーを発する。
ミサイル同様使用回数は敵機を撃墜することで増加する。

### アイテム
- レギュラーショットアイテム

◇型。マシンガン、スプレッド、レーザーが交互に入れ替わる。
- スペシャルショットアイテム

○型。スーパーマシンガン、ロケットが交互に入れ替わる。
- 回復アイテム

□型。Health回復とボム回復が交互に入れ替わる。
- 弥七

Healthが全回復する。
- 勲章

得点アイテム。ある実績取得に関わっている。
- 1UP

残機が増加。

## ステージ紹介
攻撃目標のスペックは作品中のデモ画面での数値。

### MISSION 1
攻撃目標前進翼後退翼爆撃機「ボダン」(bodan)
- 全長：86m 重量：18t 速度：462km/h

翼端が前進翼形状となったW字型の主翼を持つ爆撃機。
第二次世界大戦中のドイツでブローム・ウント・フォスが計画した「Bv P.188」に酷似している。
撃墜すると大量のロケット弾で襲撃され武装が使用不能となり、後述のMISSION 5のボスに追撃され画面下方向へひたすら逃げる展開となる。逃げている最中には同ボスが敵機編隊に接触してダメージを受け、最終的に大破したボスを振り切ることでミッションはクリアとなる。

### MISSION 2
攻撃目標移動要塞「ドグマー」(dogmar)
- 全長：41m 重量：122t 速度：23km/h

巨大戦車。主砲から放たれる火炎攻撃、車体の左右前後に配置された機銃とミサイルで攻撃してくる。

### MISSION 3
攻撃目標 "Poseidon"（高速戦艦）
- 全長：251m 重量：3500t 速度：30ノット

### MISSION 4
攻撃目標 "Dagmor Sigma"（移動要塞改）
- 全長：44m 重量：145t 速度：52km/h

### MISSION 5
攻撃目標 "Bodan Epsilon"（全翼型爆撃機）
- 全長：44m 重量：145t 速度：52km/h

## 実績
Lightning Rod
ライトニングでクリア、6pt
Mosquito Wing
モスキートでクリア、7pt
Sinden Strike
震電でクリア、7pt
Wingman
Co-Op.で三面をクリア、15pt
Concerted Combat
Joint Strikeで30機撃墜、30pt
Sharpshooter
撃墜率90%以上、10pt
Blitz
最高難度設定でクリア、10pt
Fangs Out
全ボスをAランクでクリア、10pt
Padlocked
全ボスをSランクでクリア、25pt
Tiger
1面か2面で勲章を30以上取得、30pt
Shooter
20万点以上でクリア、30pt
Combat Ace
200万点以上でクリア、40pt

## その他
- BGMは日比野則彦が制作している[1]。